# Bulgaars-Albanese betrekkingen
De betrekkingen tussen Bulgarije en Albanië verwijzen naar de internationale betrekkingen tussen de Republiek Bulgarije en de Republiek Albanië. Bulgarije heeft een ambassade in de Albanese hoofdstad Tirana en Albanië heeft een ambassade in Sofia, de hoofdstad van Bulgarije.
Beide landen zijn lid van de NAVO, de Organisatie voor Veiligheid en Samenwerking in Europa, de Raad van Europa en de Organisatie voor Economische Samenwerking in het Zwarte Zeegebied. Bulgarije is lid van de Europese Unie en steunt de toetreding van kandidaat-lid Albanië.

## Landenvergelijking
|                  | Bulgarije                                                                                                 | Albanië |
| ---------------- | --- | --- |
| Bevolking        | 6.966.899 (2020)                                                                                          | 3.074.579 (2020) |
| Oppervlakte      | 110.900 km²                                                                                               | 28.748 km² |
| Dichtheid        | 62,8/km² (2020)                                                                                           | 106,9/km² (2020) |
| Hoofdstad        | Sofia | Tirana |
| Regeringsvorm    | Republiek met een parlementair stelsel                                                                    | Parlementaire republiek |
| Religie          | Bulgaars-orthodox 85%, Islam 12%                                                                          | Islam 56,7%, Christendom 17%, Atheïsme 2,5%                                                                                       |
| Etnische groepen | Bulgaren 85,7%, Turken 8,5%, Roma 4,4%, overig: Russen, Armenen, Vlachen, Macedoniërs allen minder dan 1% | Albanezen 82,6%, Grieken 0,9%, Vlachen, Roma, Montenegrijnen, Macedoniërs, Bulgaren, Aroemenen en Serviërs allen 1%, 15% onbekend |

## Diplomatieke betrekkingen
De diplomatieke betrekkingen tussen Bulgarije en Albanië begonnen in 1913. In 1954 werd de relatie tussen de landen versterkt en vanaf de begin jaren zestig werden ambassades gerealiseerd in beide landen.

## Relatie
Tijdens de Albanese opstand tegen het Ottomaanse Rijk vochten Bulgaarse vrijwilligers mee aan Albanese zijde. Tijdens de Tweede Balkanoorlog steunden de Albanese guerrillabewegingen Bulgarije in de strijd tegen onder anderen Servië en Griekenland.

## Minderheden
In Albanië zijn de Bulgaren een erkende etnische minderheid.